# Monarca rogenc
El monarca rogenc (Symposiachrus rubiensis) és un ocell de la família dels monàrquids (Monarchidae).

## Hàbitat i distribució
Viu entre la malesa dels boscos a Nova Guinea.

## Taxonomia
Assignat tardiament al gènere Symposiachrus, des de Monarcha arrant treballs com ara Beehler et Pratt 2016.